# Нойштадт (Вестервальд)
Нойштадт (нем. Neustadt/ Westerwald) — община в Германии, в земле Рейнланд-Пфальц.
Входит в состав района Вестервальд. Подчиняется управлению Реннерод. Население составляет 559 человек (на 31 декабря 2010 года). Занимает площадь 2,80 км².